# Нікі Беллуччі
Ніколетт Посан (угор. Pósán Nikolett), відома як Нікі Беллуччі (угор. Niki Belucci) — угорська ді-джейка та колишня порноакторка.